# あるいテコテコ
「あるいテコテコ」は、GReeeeNの配信限定シングル。
2016年10月 - 11月、NHK『みんなのうた』で放送。作詞・作曲：GReeeeN、編曲：高田翼。

## 概要
ある少年の靴の気持ちを主人公にした歌である。GReeeeNは「みんなのうた」で初参加。当初タイトルは「あるいテクテク」と発表されたが、後にタイトルが変更された。映像を担当した「しろいあや」は本番組では「ポッケ」に次ぐ2作目の登場である。
NHK出版から発売されたテキストの中では「もし大好きなお気に入りのスニーカーに人格があったなら、どんな出来事も一人ではないと思えるはずです。」と述べ、自分たちは様々な見えない支えで生きていることを歌にしたと語っている。
初回放送から2か月後にあたる2016年12月 - 2017年1月のお楽しみ枠で再放送された。